# Park Narodowy Tapo-Caparo
Park Narodowy Tapo-Caparo (hiszp. Parque nacional Tapo-Caparo) – park narodowy w Wenezueli położony w stanach Táchira, Mérida i Barinas. Został utworzony 14 stycznia 1993 roku i zajmuje obszar 2050 km². W 2005 roku został zakwalifikowany przez BirdLife International jako ostoja ptaków IBA. Na północny zachód od niego znajduje się Park Narodowy General Juan Pablo Peñaloza, a na północny wschód Park Narodowy Sierra Nevada.

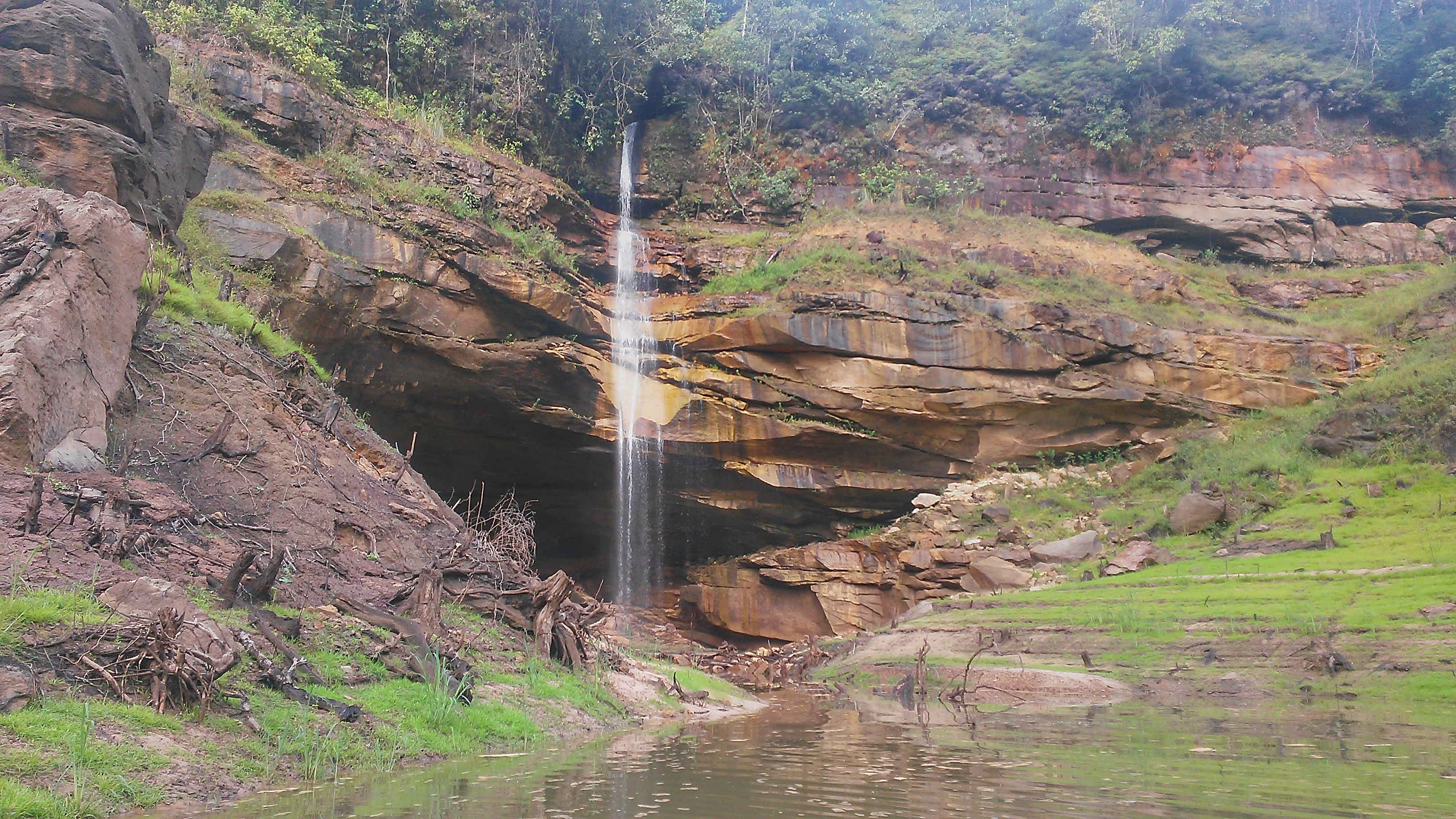
Wodospad El Amor

## Opis
Park położony jest w północnej części Kordyliery Wschodniej. Obejmuje fragment pasma górskiego Cordillera de Mérida i jego podgórze. Najwyższy szczyt w parku to El Paramillo (2834 m n.p.m.). Występują tu liczne rzeki i potoki będące dopływami Caparo. Są to m.in. rzeki Canaguá, Guimaral, Mucuchachí, Mucupati, Aricagua, Tucupido, El Caño. Niżej położoną część parku pokrywa tropikalny wilgotny las górski. Wyżej występuje las mglisty i paramo.
Średnia roczna temperatura wynosi w zależności od wysokości od +12 °C do +30 °C, a średnie roczne opady od 2300 do 3100 mm.
Park został utworzony w celu ochrony przyrody w pobliżu hydroelektrowni Uribante-Caparo. Flora i fauna nie została dokładnie zbadana.

## Flora
W parku rosną narażone na wyginięcie (VU) Polylepis sericea, Tabebuia chrysantha i cedrzyk wonny, a także m.in.: Anacardium excelsum, Ficus maxima, Platymiscium diadelphumm, jadłoszyn baziowaty, Pithecellobium saman, Bursera simaruba, puchowiec pięciopręcikowy, Bulnesia arborea i Cordia alliodora. W paramo dominują rodzaje Espeletia i Coespeletia.

## Fauna
Z ssaków żyją tu narażony na wyginięcie (VU) andoniedźwiedź okularowy, a także m.in.: jaguar amerykański, ocelot wielki, ostronos rudy, paka nizinna, wyjec rudy i pancernik dziewięciopaskowy.
W parku odnotowano 192 gatunki ptaków. Są to narażony na wyginięcie (VU) czubacz hełmiasty, a także m.in.: skalikurek andyjski i barwinka złotogłowa.
Spośród gadów występuje tu m.in.: boa dusiciel.